# Neocteniza osa
Neocteniza osa là một loài nhện trong họ Idiopidae.
Loài này thuộc chi Neocteniza. Neocteniza osa được Norman I miêu tả năm 1976. Platnick & Shadab.